# 赤玉 (遊技業)
株式会社赤玉（あかだま）は、かつてパチンコホールを運営していた日本の企業。2020年4月15日に破産手続開始決定を受けたが、事業譲渡によって弁済率が上昇するとして、同年5月29日に民事再生手続開始決定を受けた。

## 概要
1959年7月に設立。東京都と愛知県において、「アカダマ」などのブランドでパチンコホールを運営していた他、かつては愛知県にてカラオケボックスの運営を行っていた。
2004年4月期には約211億5700万円の売上があった。しかし、その後は同業者間の競争や、遊技人口の減少などで経営環境が悪化していき、会社分割や合併を行い、江戸川区南小岩にあった「アカダマアミューズメント」と瀬戸市にあった「セントラル瀬戸店」の2店舗を他社へ営業譲渡し、2009年には愛知県から撤退した他、不動産の売却などのリストラを実施していた。
それでも債務超過状態に陥るなど経営状態は改善されず、2019年8月期の売上高は約55億円にまで落ち込んだ。貯玉や貯メダルの引き出しによるキャッシュアウトも経営悪化に追い打ちをかけた。2020年に発生した新型コロナウイルス感染症により、来店客が減少した他、同年4月8日に発令された緊急事態宣言後に伴う休業要請により、同年4月13日から3店舗を休業する処置を取った。
赤玉は、2020年4月15日に東京地方裁判所へ破産を申請。同日付で破産手続開始決定を受けたが、破産管財人は、事業譲渡によって弁済率が上昇する可能性があるとして、同年5月29日に東京地方裁判所へ民事再生法適用を申請。同日付で民事再生手続開始決定を受けた。負債総額は約37億円。民事再生手続における管財人は、破産管財人がそのまま選任された。パチンコホール運営企業で、新型コロナウイルスに関連する経営破綻は初となった。
営業していた3店舗の内、「アカダマウエスト」と「アカダマサザンクロス」の2店舗は管財人と東京都中央区に本社がある株式会社メッセとの間で事業譲渡契約を締結し、「アカダマウエスト」と「アカダマサザンクロス」は管財人からメッセへ譲渡された。2店舗はメッセの店舗として営業を再開する。残る「アカダマキャニオン」は事業譲渡先が決定せず、そのまま閉店することになった。

## 経営破綻時点で営業していた店舗
いずれも東京都に所在していた。
- アカダマウエスト - 杉並区西荻南（本社と同居）
- アカダマサザンクロス - 荒川区南千住
- アカダマキャニオン - 足立区入谷